# Ole Julian Bjørgvik Holm
Ole Julian Bjørgvik Holm, född 23 maj 2002 i Oslo, är en norsk professionell ishockeyspelare som just nu tillhör NHL-organisationen Columbus Blue Jackets.